# Lauren Underwood
Lauren Underwood (wym.: [ˈlɔɹən ˈʌndə(ɹ)ˌwʊd]; ur. 4 października 1986 w Mayfield Heights) – amerykańska polityczka i pielęgniarka, od 2019 roku członkini Izby Reprezentantów Stanów Zjednoczonych.

## Życiorys

### Młodość i edukacja
Lauren Underwood urodziła się 4 października 1986 w Mayfield Heights w stanie Ohio. W wieku trzech lat przeniosła się wraz z rodziną do Naperville. W wieku przedszkolnym dołączyła do organizacji skautowej Girl Scouts of the USA. Uzyskała tytuł naukowy Bachelor of Science na Uniwersytecie Michigan oraz Master of Science na Uniwersytecie Johnsa Hopkinsa.

### Praca zawodowa
W 2014 roku Underwood została starszą doradczynią w Departamencie Zdrowia i Opieki Społecznej Stanów Zjednoczonych, w którym pracowała nad wdrożeniem w życie ustawy Patient Protection and Affordable Care Act. Pełniła funkcję adiunktki na Uniwersytecie Georgetown.

### Kariera polityczna
W sierpniu 2017 roku Underwood ogłosiła swój start w wyborach do Izby Reprezentantów Stanów Zjednoczonych w 14. okręgu wyborczym stanu Illinois. W przeprowadzonych w marcu 2018 roku prawyborach Partii Demokratycznej zdobyła 57,4% głosów. Zwyciężyła w listopadowych wyborach, jej przeciwnikiem był urzędujący, czterokadencyjny kongresmen Partii Republikańskiej Randy Hultgren. W 2020 roku uzyskała reelekcję.

## Nagrody i wyróżnienia
W 2019 roku znalazła się na liście Time 100 Next.